# República de China en los Juegos Olímpicos de Roma 1960
La República de China (TAI) estuvo representada en los Juegos Olímpicos de Roma 1960 por un total de 27 deportistas, 24 hombres y 3 mujeres, que compitieron en 6 deportes.

## Medallistas
El equipo olímpico obtuvo las siguientes medallas:
| Nombre           | Deporte   | Competición |
| ---------------- | --------- | ----------- |
| Oro              |           |             |
| —                |           |             |
| Plata            |           |             |
| Yang Chuan-Kwang | Atletismo | Decatlón M  |
| Bronce           |           |             |
| —                |           |             |